# Mouvement pour la défense de la patrie
Le Mouvement pour la défense de la patrie (MDP) est un mouvement politique et militaire formé le 25 juin 2016 pendant la guerre du Mali.

## Organisation et effectifs
Le groupe est fondé officiellement le 25 juin 2016 par Hama Foune Diallo. Ce dernier, fils de berger, a mené en 1993 un conflit communautaire dans sa région natale de Sossobé, il aurait ensuite formé une milice pour lutter contre les rebelles touaregs en 1994. Il prend ensuite part à la guerre civile sierra-léonaise et la première guerre civile libérienne au sein du RUF. En 2012, il rejoint brièvement le MNLA, mais il pourrait ensuite avoir rallié un temps le MUJAO. En 2013 déjà, il prône la création d'une milice peule pour se défendre de l'État malien.
Pour Rémi Carayol, journaliste de Jeune Afrique, ce groupe « est le fruit d’un travail mené par le général Ismaïla Cissé, pour le compte de l’association Tabital Pulaaku, afin de déradicaliser et désarmer les jeunes Peuls du Macina qui auraient rejoint les groupes jihadistes ces dernières années, et de les intégrer au processus DDR (Désarmement, démobilisation, réintégration) prévu par l’accord de paix d’Alger ».
Le groupe revendique 300 hommes actifs dans divers endroits de la région de Mopti. Selon Foune Diallo, la plupart des combattants sont des Peuls, même si les groupes compte aussi dans ses rangs des Bozos, des Songhaïs et des Bambaras. Certains sont d'anciens djihadistes,. Ses forces sont cantonnées au camp de Fassala, en Mauritanie, sur la frontière avec le Mali.
Dès sa création, le MDP intègre la Plateforme des mouvements du 14 juin 2014 d'Alger.

## Idéologie et objectifs
Officiellement, le groupe affirme vouloir protéger « l'ensemble des populations » de la région de Mopti et affirme qu'il ne considère pas l'État malien comme un ennemi. Cependant selon un témoin cité par Jeune Afrique, Hama Foune Diallo a tenu en juillet, devant les bergers rassemblés au grand marché de Niamana Garbal aux portes de Bamako, « un discours très nationaliste. Il leur a dit qu’il voulait apprendre aux Peuls à manier les armes pour se défendre contre les exactions de l’armée et des Touaregs, et qu’il voulait aussi les dissuader de rejoindre les jihadistes. Il cherche à mobiliser les Peuls autour d’un idéal ».
Pour Rémi Carayol, « ce groupe suscite la controverse : plusieurs observateurs y voient un moyen pour Foune de se blanchir ; d’autres parlent d’une « milice peule » mise sur pied avec la bénédiction de l’État pour combattre les jihadistes ».